# 15.ª División (Ejército Popular de la República)
La 15.ª División fue una división perteneciente al Ejército Popular Republicano que luchó en la Guerra Civil Española en defensa de la legalidad republicana. Durante la mayor parte de la contienda estuvo desplegada en el frente del Centro.

## Historial
La unidad fue creada en la primavera de 1937, en el frente del Centro. Quedó compuesta por las brigadas mixtas XV, 110.ª y 24.ª, bajo el mando del general «Gal». Su puesto de mando se encontraba en Morata de Tajuña.
En julio de 1937, de cara a la batalla de Brunete, la 15.ª División quedó integrada en el XVIII Cuerpo de Ejército, agrupando a las brigadas internacionales XIII y XV. El 7 de julio la unidad intervino en las operaciones como refuerzo de la 34.ª División en el asalto de Villanueva de la Cañada. Tras la caíada de la localidad, las fuerzas de la división cruzaron el río Guadarrama atacando a la izquierda y la derecha de la carretera que unía Brunete con Boadilla del Monte. El avance republicano quedó estancado durante las siguientes jornadas, debiendo enfrentarse a una reforzada resistencia franquista. Los combates se alargarían hasta el 25 de julio. Las fuerzas de la 15.ª División sufrieron un importante quebranto durante la batalla. En el verano de 1938 la unidad fue enviada al frente de Levante, adscrita al XXI Cuerpo de Ejército.

## Mandos
Comandantes
- general János Gálicz «Gal»;
- teniente coronel Esteban Rovira Pacheco;[8][9]

Comisarios
- Carlos del Toro Gallego, del PCE;[10]
- Isidoro Hernández Tortosa, del PCE;[11]

## Orden de batalla
| Fecha              | Cuerpo de Ejército adscrito | Brigadas mixtas integradas | Frente de batalla |
| Abril-mayo de 1937 | III Cuerpo de Ejército      | XV, 110.ª y 24.ª           | Centro            |
| Julio de 1937      | XVIII Cuerpo de Ejército    | XIII y XV                  | Brunete           |
| Diciembre de 1937  | III Cuerpo de Ejército      | 17.ª y 18.ª                | Centro            |
| Abril de 1938      | III Cuerpo de Ejército      | 17.ª, 18.ª y 110.ª         | Centro            |
| Agosto de 1938     | XXI Cuerpo de Ejército      | 75.ª, 48.ª y 190.ª         | Levante           |
| Octubre de 1938    | XX Cuerpo de Ejército       | 75.ª, 48.ª y 190.ª         | Levante           |